# ラブホリック
『ラブホリック』は、宮川匡代による日本の漫画作品。
『コーラス』及び『別冊コーラス』（共に集英社）に、1999年から2004年まで連載された。新人女子社員と上司とのオフィスラブを描いた作品。単行本は全7巻。2004年から、続編に当たる『ヘヴンリー・キス』が『コーラス』『別冊コーラス』に連載された。

## あらすじ
食品メーカーのユニバーサルフーズ新商品開発部に勤める新人OLの蒲生シゲルは、仕事に厳しい上司の朝比奈課長にうんざりし、反感を抱いていた。多忙な仕事のせいで、つき合っていた大学時代の同級生に振られたシゲルは、上司として時には厳しく、時には優しく接する朝比奈を男として意識し、想いを抱くようになる。しかし、仕事相手として現れた朝比奈の大学時代の先輩・清原栞への嫉妬から、シゲルはマスターバイヤー・香坂に身を委ねようとし、その現場を朝比奈に見られてしまう。互いに何事もなかったことがわかり、上司と部下として仕事を続ける中、後輩の新人OL・伊藤容子が新商品開発部に配属される。伊藤の育成に力を注ぐ朝比奈の態度に、シゲルは恋でも朝比奈を取られてしまうと反発。独力で新商品の提案に臨んで自信をつけ、念願だった朝比奈との「オフィスでチュー」を実現する。朝比奈との恋愛にも自信をつけ、公にしたいと舞い上がるシゲルだが、社内恋愛は禁止であり、露見すればどちらかはトロール部に異動させられ、インド洋でマグロ釣りをさせられることになる。また、シゲルの仕事が正当に評価されなくなるとの朝比奈の思いから、二人の関係は秘密に。しかし、職場では上司であることを貫く朝比奈に不安を感じるシゲルは、懸命に仕事をするあまり、そうとは知らずに取引先のセクハラ部長の元へ行く。結果、何事もなかったものの、心配して駆けつけた朝比奈とついに一夜を共にする。その後、懸賞つき商品でヒットを飛ばし、仕事で大きく成長するシゲルは、同僚の結婚式をきっかけに、朝比奈との結婚を意識するようになる。

## 登場人物
蒲生 志げ留（がもう しげる）
(株)ユニバーサルフーズ新商品開発部の社員。22歳。お酒に弱く、酔うと鼻がつまったり、服を脱いで見せ魔になる。「優駿」という名の朝比奈を馬並み、ノーロー（歯槽膿漏）をソーロー、ちんすこうをちんこすうと言ってしまったりと、少しぬけたところがある（特に下ネタがらみ）。「別マ」の愛読者。理想の上司は児玉清。夢は、自分の商品が店頭に並ぶことと、オフィスでチュー。
名前の由来は、蒲生家の女子は、男名で漢字と平仮名の組み合わせと決まっているため。
朝比奈 優駿（あさひな ゆうしゅん）
(株)ユニバーサルフーズ新商品開発部の課長。30歳。シゲルの直属の上司で、社内では最年少で課長に昇進したやり手。美大卒。ルーブル美術館のキュレーターを目指して、大学卒業後5年間パリに留学していたが、授業の厳しさに挫折。日本で食品メーカーに就職した。
朝比奈家は代々、各界の名士や閣僚を輩出してきた名家としても有名で、優駿自身、父は書道家、母は華道家、兄は指揮者、姉は建築家と、家族全員が有名人である。料理上手。
ケンタ
シゲルと同期の男子社員。「ももちゃん」という彼女がいる。
香坂 誓也（こうさか せいや）
(株)ユニバーサルフーズ資材部のマスターバイヤー。朝比奈とは小･中･高一緒で、同期。多数の女子社員と割り切った大人同士の遊びと称して、一夜限りの関係「回転寿司H」（朝比奈命名）を楽しんでいる。今村と出会い、変わっていく。母･姉･妹はフライトアテンダントをしている。
伊藤 容子（いとう ようこ）
シゲルの1年後輩の女子社員。だが、留学していたため、年齢はシゲルと同じ。いつも一つに束ねた髪、素顔が分からないメガネ、キッチリとしたスーツ姿の堅い女。好きな人にしかメガネを外した顔を見せない、と決めており、洗顔も化粧もメガネをしたまま器用にこなすらしい。メガネを外した姿は誰も知らないが、実は美人。
今村 美加（いまむら みか）
シゲルと同じ新商品開発フロアのOL。香坂を好きになる。あだ名は「バンビ」。一人っ子だったが、母親が再婚し、美形の兄と弟ができた。

## ヘヴンリー・キス
2004年、『別冊コーラス』秋号から連載。後に『コーラス』へ移籍して連載（2010年7月現在）。朝比奈とシゲルが二人の関係を隠したまま結婚した後の生活を描いている。単行本は既刊5巻。

### あらすじ
会社には二人の関係を隠したまま、結婚式を挙げ、新婚生活を始めた優駿とシゲル。しかし、優駿の過去の恋人・小野が現れたり、専務の娘・緑子が優駿にキュレーターをめざしてパリ留学を進めたりするたびに、二人の間にいさかいが起きる。そんな中、会社から優駿と伊藤容子に2年間のパリ勤務の内示が出る。優駿に思いを寄せる容子とのパリ勤務に心穏やかでないシゲルだった。

## 書誌情報
- 宮川匡代 『ラブホリック』 集英社〈ヤングユーコミックス〉 全7巻
  1. 2000年02月18日発売、ISBN 4-08-864480-8
  2. 2000年09月19日発売、ISBN 4-08-864517-0
  3. 2001年05月18日発売、ISBN 4-08-864550-2
  4. 2002年01月18日発売、ISBN 4-08-864567-7
  5. 2003年01月17日発売、ISBN 4-08-864588-X
  6. 2003年11月19日発売、ISBN 4-08-864600-2
  7. 2004年10月19日発売、ISBN 4-08-864610-X
- 宮川匡代 『ヘヴンリー・キス』 集英社〈クイーンズコミックス〉 全8巻
  1. 2005年12月19日発売、ISBN 4-08-865318-1
  2. 2006年10月19日発売、ISBN 4-08-865366-1
  3. 2008年01月18日発売、ISBN 978-4-08-865456-0
  4. 2009年06月19日発売、ISBN 978-4-08-865540-6
  5. 2010年02月19日発売、ISBN 978-4-08-865579-6
  6. 2010年10月19日発売、ISBN 978-4-08-865601-4
  7. 2011年06月17日発売、ISBN 978-4-08-865628-1
  8. 2012年04月25日発売、ISBN 978-4-08-865656-4